# Саша Шестић
Саша Шестић (енгл. Sasa Sestic; 24. октобар 1978) јесте аустралски професионални бармен и бивши рукометаш српскога порекла. Био је шампион Светског првенства бармена 2015. године.

## Животопис
Породица Саше Шестића (укључујући и брата Драгана) се из родне Савезне Републике Босне и Херцеговине (СФРЈ) одселила у Аустралију 1997. године, непосредно после Рата у Босни и Херцеговини. Тамо су убрзо добили аустралске пасоше и постали грађани Аустралије. Три године по досељавању у Аустралију, већ био саставни део мушке селекције аустралије у рукомету на Летњим олимпијским играма 2000. године у Сиднеју.

### Барменска каријера

#### Најбољи бармен Аустралије
Шестић је у свом седмом покушају освојио Шампионат бармена Аустралије у марту 2015. г.
Шестић је више пута нагласио да највише пажње обраћа на свежину зрна кафе. Он редовно прати календаре свих земаља у којима се кафа производи да би био боље упознат са свежином кафе. Он истиче: „Баш као и воће и поврће, када су у сезони, имају одличан укус. Иста ствар је и са кафом.”

#### Најбољи бармен света
Као аустралски шампион, Шестић је стекао право да се такмичи на Светском барменском првенству исте године у Сијетлу, у савезној држави Вашингтон, (Сједињене Америчке Државе).
Он прошао у последњу фазу у којој су били шест бармена. У последњој рунди је најбоље направио по четири еспреса, капучина и кафа с потписом, а оцењивали су га судије задужене за укус и технику плус главни судија.
Посебна кафа коју је представио Шестић садржала је нијансе вина од грожђа типа сира, које је рангирано као изузетно вино у светском поретку, а направљено је близу Шестићевог родног града Канбере.
Шестић је оснивач кафића Ona Coffee. Тренутно има пет кафића диљем Аустралије:
- Близу Универзитетске авеније
- Улица Волонгонг
- Хајроуд, Диксон
- Сиднеј
- Мелбурн

## Приватни живот
Његов рођени брат Драган је такође рукометаш.
Због посла којим се бави надимак му је Кафеџија (The Coffee Man).

## Извори
1. ↑  „Саша Шестић”. Sports-Reference.com. Sports Reference LLC. Архивирано из оригинала 2020-04-18. г.
2. 1 2  World's best barista Sasa Sestic makes 12 champion cups of coffee in 15 minutes to claim title, Adrienne Francis, ABC News Online, 14 April 2015
3. 1 2  „About”. Sasa Sestic (на језику: енглески). Приступљено 2021-10-20.
4. ↑  „Саша Шестић”. Sports-Reference.com. Sports Reference LLC. Архивирано из оригинала 2020-04-18. г.
5. 1 2  Canberra's Sasa Sestic wins Australian Barista Championship, Hannah Walmsley and Adam Shirley, ABC News Online, 18 Mar 2015
6. 1 2  Coffee: Canberra barista Sasa Sestic wins World Barista Championship, Hannah Walmsley, ABC News Online, 13 April 2015
7. ↑  „Саша Шестић”. Sports-Reference.com. Sports Reference LLC. Архивирано из оригинала 2020-04-18. г.